# ميراندينيا
ميراندينيا (بالبرتغالية: Francisco Ernandi Lima da Silva‏) (مواليد 2 يوليو 1959) هو لاعب كرة قدم. يلعب مع منتخب البرازيل لكرة القدم منذ عام 1987.

## وصلات خارجية
- ميراندينيا على موقع رابطة كرة القدم اليابانية للمحترفين (اليابانية)
- ميراندينيا على موقع قاعدة بيانات كرة القدم.إي يو (الإنجليزية)
- ميراندينيا على موقع ناشيونال فوتبول تيمز (الإنجليزية)
- ميراندينيا على موقع Soccerway.com (الإنجليزية)
- ميراندينيا على موقع عالم كرة القدم.نت (الإنجليزية)

- National Football Teams